# Svenska Dagbladet
"SvD" och "Svenskan" omdirigerar hit. För andra betydelser, se SVD (olika betydelser) respektive svenska
Svenska Dagbladet (SvD eller Svenskan) är Sveriges tredje största abonnerade morgontidning och utges i Stockholm. Tidningen grundades 1884 och ägs av den norska förlagskoncernen Schibsted. Politiskt betecknar sig tidningens ledarsida som "obunden moderat".
Chefredaktör, VD och ansvarig utgivare för tidningen är sedan november 2023 Lisa Irenius.
Svenska Dagbladet är den tidning som tillsammans med Skånska Dagbladet får det största statliga presstödet (driftsstöd) i Sverige. Svenska Dagbladet fick år 2013 knappt 54 miljoner kr i presstöd och enligt de nya beräkningsmodeller som numer gäller sjunker stödet gradvis, vilket innebär att det år 2017 uppgår till ca 40 miljoner kronor.[källa behövs]
År 2016 blev resultatet 74 miljoner kronor.[källa behövs]

## Historia

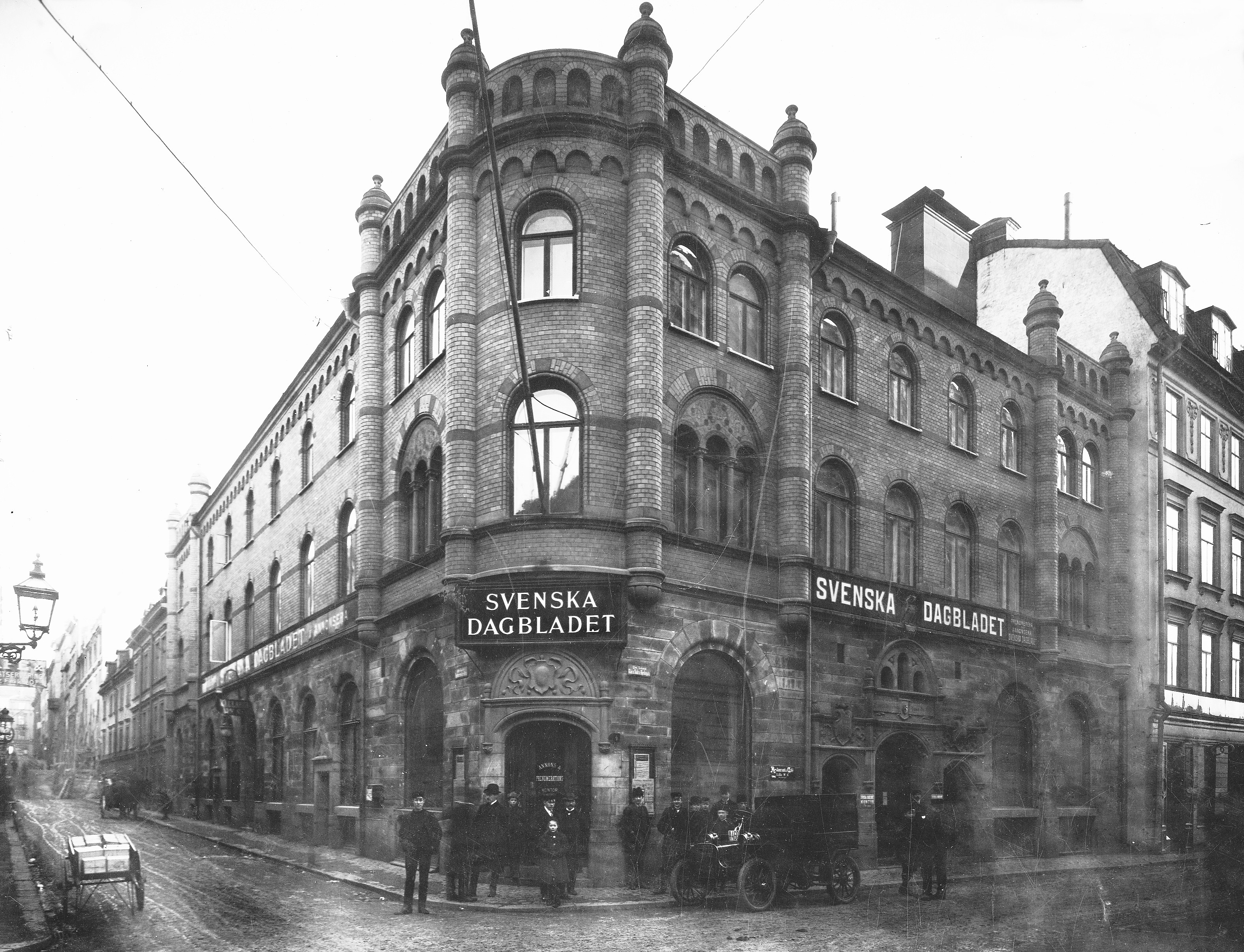
Redaktionshuset i kvarteret Loen på nedre Norrmalm, 1905.

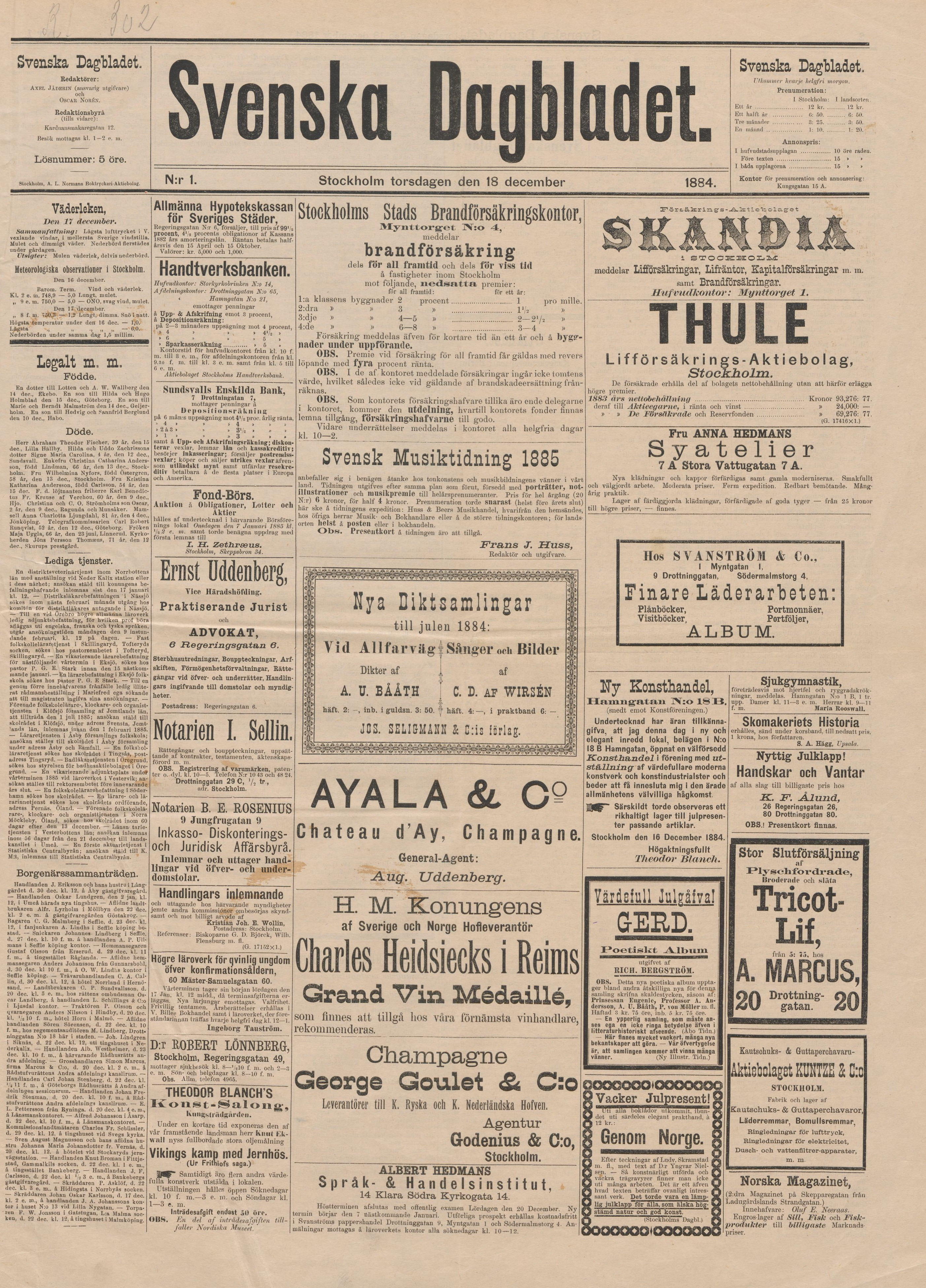
Det första numret av Svenska Dagbladet, 18 december 1884.

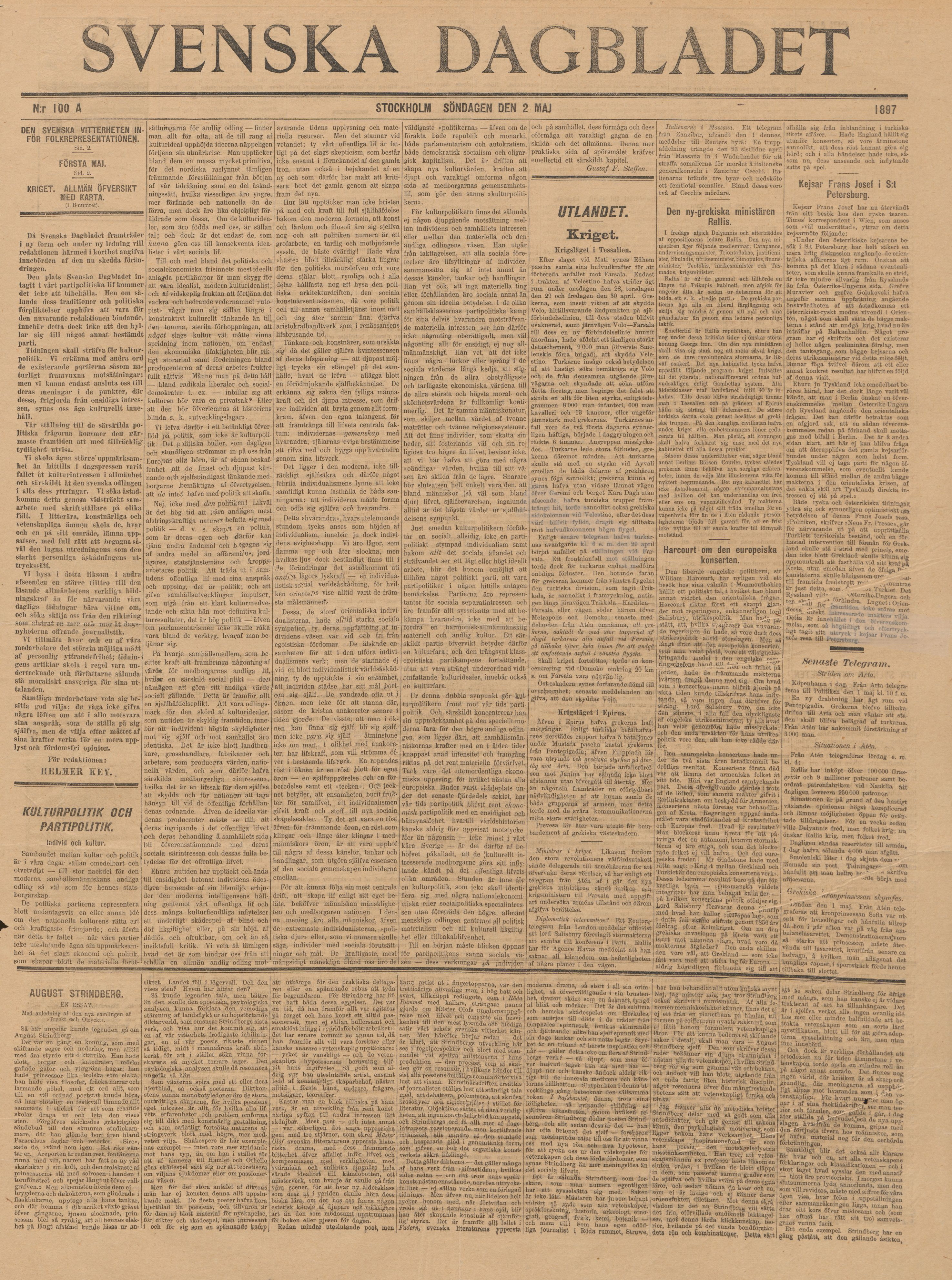
Svenska Dagbladet, 2 maj 1897, första numret med ny ledning och nytt sidhuvud.

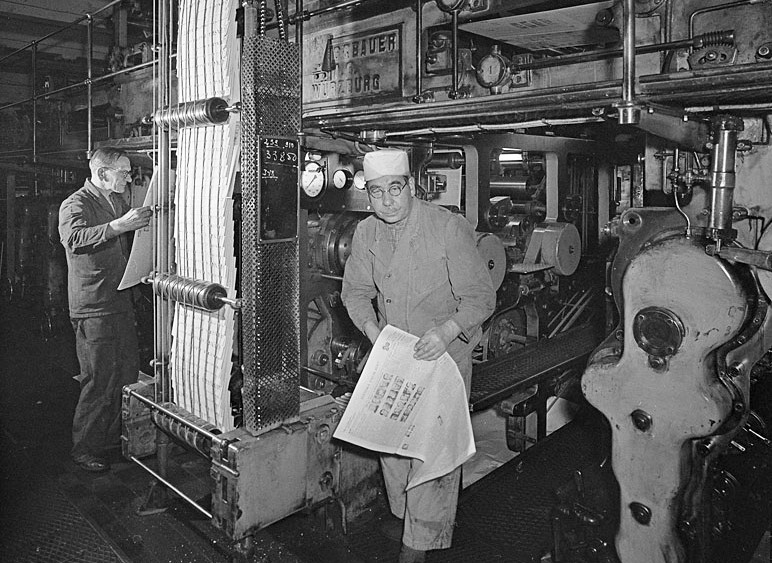
Svenska Dagbladets tryckeri 1951.

Svenska Dagbladet grundades 1884. Det första numret publicerades den 18 december samma år. Flera personer medverkade vid grundandet av tidningen, av vilka den förste chefredaktören Axel Jäderin (1850–1925) och andre redaktören Oscar Norén (1844–1923) var särskilt drivande. Lösnummerpriset för stockholmsupplagan var 5 öre; landsortsupplagans lösnummer kostade 10 öre. Det första numret innehöll endast en väderleksrapport och annonser men en av de stora nyheterna det året var tryckfrihetsåtalet mot August Strindberg för hädelse i Giftas.
Åren 1885–1887 gavs Svenska Dagbladet också ut i en kvällsupplaga. Från början var tidningen tullvänlig och konservativ. Efter 1897, när Helmer Key blev chefredaktör, intog den en mer liberal hållning. Flera framstående kulturpersonligheter medverkade såsom Verner von Heidenstam och Ellen Key under Helmer Keys första period. Han efterträddes i ett mellanspel av Gustaf Zethelius 1907–1909, men återkom 1909 och stannade till 1934. År 1910 blev tidningen högerns (nuvarande moderaterna) tidning; sedan 1977 är den obundet moderat, "vilket innebär en blandning av liberalkonservativa idéer i marknadsekonomisk riktning". Länge skilde sig Svenska Dagbladet typografiskt från andra dagstidningar genom att första sidan enbart innehöll annonser.
Den första redaktionen låg i ett hus vid korsningen Kungsgatan/Vasagatan. År 1887 flyttades officinen till Karduansmakargatan 12, och från 1897 flyttades den till Klara södra kyrkogata 6 / Karduansmakargatan 13. År 1915 inköptes grannfastigheten, Karduansmakargatan 11, och ett nytt hus uppfördes. År 1962 flyttade tidningen till Rålambsvägen 7 i Marieberg, år 1995 flyttade den till Gjörwellsgatan 28. År 2001 flyttade redaktionen åter till centrala Stockholm, denna gång till Mäster Samuelsgatan. Under 2011 samlades Schibsted-koncernens olika delar, inklusive Svenska Dagbladet och Aftonbladet, i Kungsbrohuset. En stor del av Svenska Dagbladets tryckning sker i ett tryckeri i Södertälje, där även Aftonbladet trycker delar av sin upplaga.

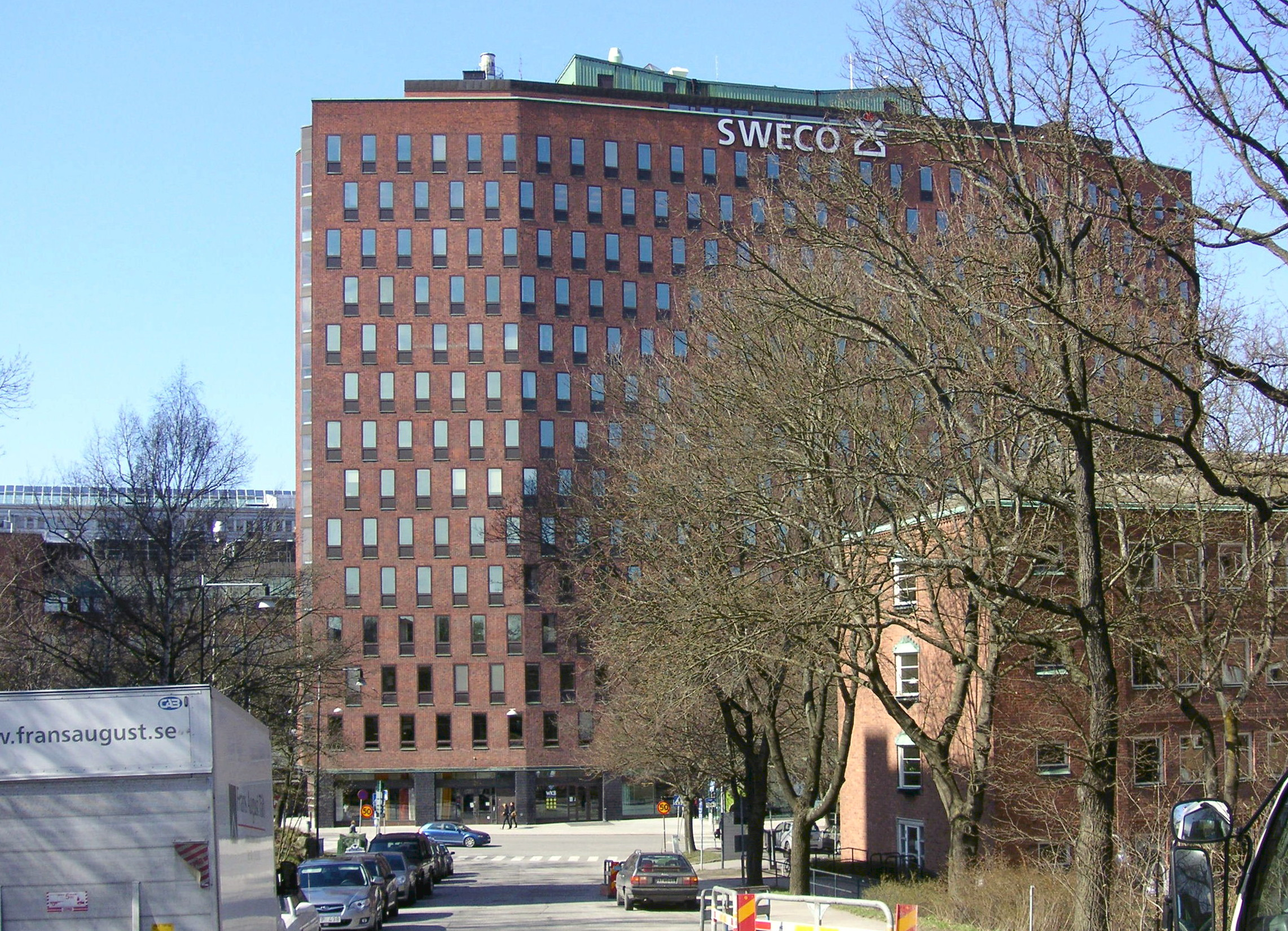
Gamla SvD-huset på Kungsholmen.

Åren 1923–64 gav SvD ut Svenska Dagbladets årsbok. Denna gick därefter upp i årsboken Anno, som utges av Corona förlag. År 1960 utkom Svenska Dagbladets Historia 1884–1940, del I av dess chefredaktör Ivar Anderson. Den följdes 1965 av del II, med undertiteln Litteratur, konst, teater och musik i SvD 1897–1940. Historien kompletterades till hundraårsjubileet 1984 med del III: SvD under Ivar Anderssons tid 1940–55 av Elisabeth Sandlund.

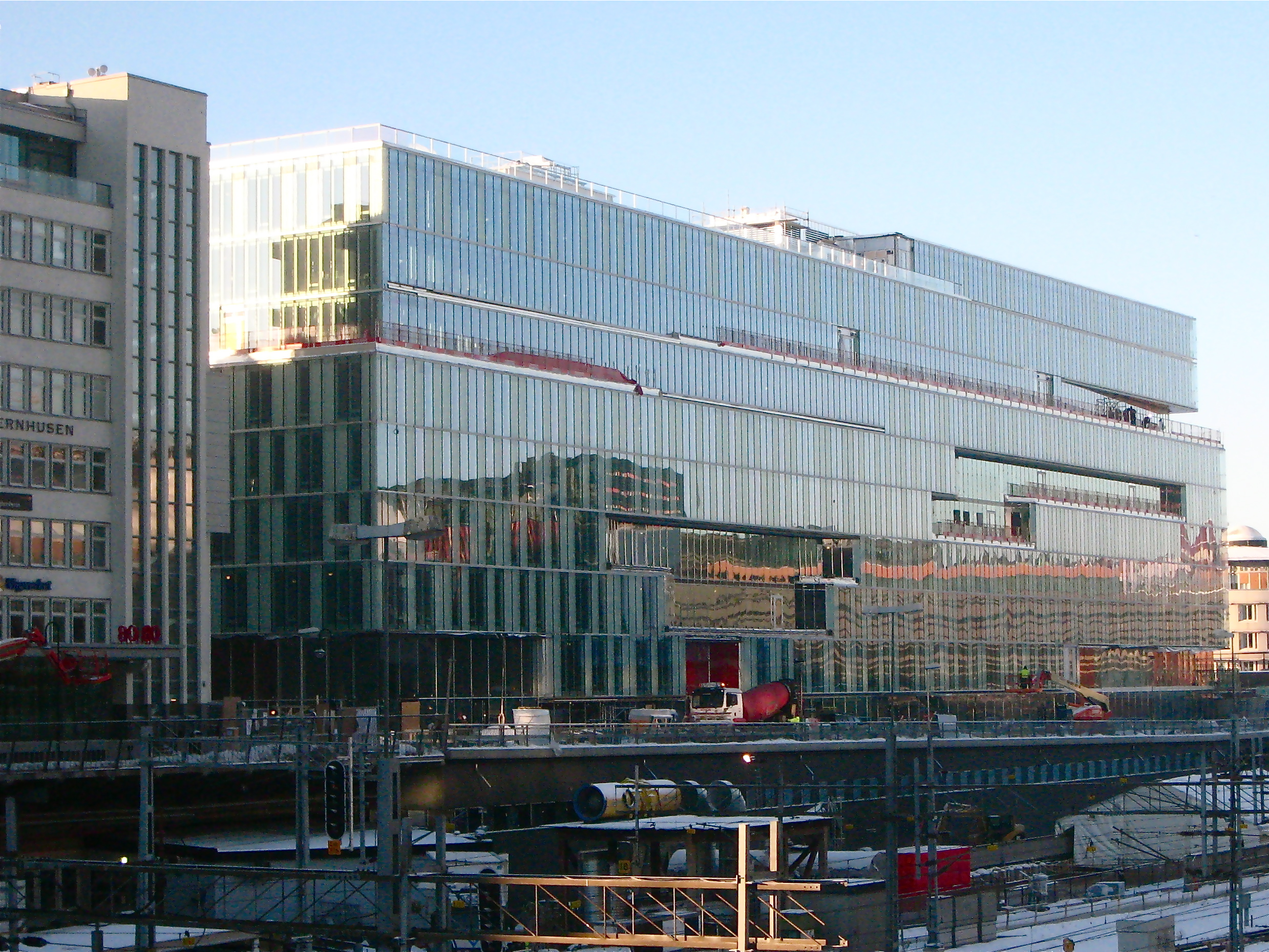
År 2010 flyttade tidningen in i Kungsbrohuset.

År 1974 startades Idagsidan, som var banbrytande inom dagstidningsjournalistiken, med artiklar om livssyn, sociala frågor och filosofi. Denna sida redigerades då av journalisterna Marianne Fredriksson och Ami Lönnroth. Till 100 års-minnet 1984 utgavs 100 år med Svenska Dagbladet 1884–1984 under redaktion av Lars Lagerstedt, f d redaktionschef vid tidningen. Den består av faksimiler av valda sidor från alla hundra åren, jämte en kort textsammanfattning för varje decennium. Samtidigt utgavs en jubileumstidning i A4-format: Ett hundraårigt äventyr! med en översikt av de 100 åren med text samt reproduktioner av äldre och nyare annonser.
Investor AB, som länge kontrollerat Svenska Dagbladet, förde under 1998 förhandlingar om att sälja tidningen. Det slutade med att norska Schibsted presenterades som köpare av aktiemajoriteten i bolaget den 10 juli 1998.
Efter att länge varit i Broadsheet-format övergick SvD till Tabloidformat i och med numret den 16 november 2000.
År 2010 utsågs SvD till Årets Dagstidning med juryns motivering: "Vi trodde att vi hade sett Svenskans omgörning. Men detta är företaget som har byggt in ständig förändring i sin kultur på ett sätt som alltid gör det till herre över sina omständigheter. Resultatet är bättre lönsamhet, högre upplaga, större räckvidd  och en ännu bättre tidning.”

## Prisutdelare
Tidningen delar varje år ut flera prestigefulla priser. Sedan 1925 delas Svenska Dagbladets guldmedalj för årets bästa idrottsprestation ut. På medaljen finns inskriptionen "Svenska Dagbladets medalj för främsta idrottsbragd", och medaljen kallas ofta bara "bragdguldet". Pristagaren röstas fram av allmänheten och sedan 2001 delas det ut på Svenska idrottsgalan.
Svenska Dagbladets litteraturpris delades ut första gången 1945 och instiftades för att uppmärksamma tidningens 60-årsjubileum, när tidningen utropade sig själv till "ledande kulturtidning" och "författarnas organ". Bland annat ordförandena från Pennklubben och Författareföreningen utsågs till ledamöter i prisnämnden.
Teaterpriset Thaliapriset började delas ut 1951 som ett stipendium om 1500 kronor. År 1977 utropade tidningen Svenska Dagbladets operapris som ett komplement till Thaliapriset. Det omfattade även balett. Nils Poppepriset delades ut med början 1984, och första årgången gick till Nils Poppe. Det slutade delas ut året efter hans bortgång och den sista pristagaren var Annalisa Ericson.
Sedan 2014 delar Svenska Dagbladet ut priset SvD Affärsbragd, som premierar entreprenörskap och företagande.

## Tidningens delar
Svenska Dagbladet består i huvudsak av tre delar, alla i tabloidformat. Tidningens huvuddel innehåller ledare, inrikes- och utrikesnyheter, samt på vardagar Kultur och ävene Idagsidan (se nedan). Här finns även information om vädret.
Delen Näringsliv är en ekonomitidning med företags- och ekonominyheter, börstabeller och nyheter om privatekonomi. Där återfinns även sport
Delen Kultur som på vardagar ingår i huvuddelen, och på söndagar utgör en egen del, innehåller kulturnyheter, recensioner av musik, film och teater, reportage, samt TV- och radiotablåer. I kulturdelen finns dagligen en så kallad understreckare, en daglig essä på en helsida i något akademiskt ämne. Benämningen har sin förklaring i den tid då tidningen gavs ut i fullformat och essän placerades på nedre delen av sidan under en linje, därav vinjetten "under strecket".
På lördagar utkommer bostadsbilagan Magasinet med SvD. Den innehåller reportage om bland annat boende, inredning och trädgård. På fredagar finns en bilaga om motor och bilar och på söndagar en om resor.
Hösten 2015 lanserades SvD Junior, en nyhetstidning för barn och unga. Stina Cederholm, som arbetat på SvD i över tio år, är chefredaktör och ansvarig utgivare. Barn och unga tas på allvar med ambitionen att beskriva aktuella händelser på ett enkelt sätt. Tidningen utkommer med ett nytt nummer varje tisdag. SvD Junior nominerades under hösten 2016 till Årets Tidskrift, ett pris som delas ut av Sveriges Tidskrifter. SvD Junior har haft intervjuer med profiler som Zara Larsson, Peter "Foppa" Forsberg och f.d. kultur- och demokratiminister Alice Bah Kuhnke.

### Idagsidan
Idagsidan är tidningens avdelning för psykologi, existentiella frågor, manligt-kvinnligt, barn och unga, relationer och sex, trender i samhället samt kropp och hälsa. Artikelserier i dessa ämnen har varit sidans signum genom åren. Redaktionen ger också stort utrymme, både i tidningen och på webben, för synpunkter och berättelser från läsare.
Idagsidan startades 1974 med Marianne Fredriksson som redaktör. Den första artikelserien hade namnet ”Ont i själen” och handlade om psykisk ohälsa. Under hennes ledning skapades en i dagspressen ny inriktning som kom att kallas insiktsjournalistik. Vinjetten Idag fanns även innan dess men syftade då på det dagliga kåseriet i SvD. På internet har www.svd.se/idag funnits sedan 1999.
Nya ord har skapats eller fått större spridning genom Idagsidans serier, exempelvis: ”privatreligiös”, ”maskrosbarn”, ”curlingföräldrar” och ”kvartslivskrisen”.
År 2006 utnämndes Idag-redaktionen till Årets förvillare av föreningen Vetenskap och Folkbildning "för publiceringen av en grovt vilseledande artikelserie om så kallad energimedicin".
Redaktörer:
- Marianne Fredriksson 1974–1987
- Ann Lagerström 1988–1992
- Catarina Baldo Zagadou 1992–2000
- Anders Haag 2001–2006
- Per Söderström 2006–2009
- Susen Schultz 2009–2013
- Agneta Lagercrantz 2013–
- Maria Carling, Anna Lagerblad, Anna Asker 2014–

### Historiskt sidarkiv
I slutet på 2016 lanserade SvD sitt historiska sidarkiv, i vilken alla utgivna exemplar av SvD sedan starten 18 december 1884 finns digitaliserade och indexerade för sökning. Endast 42 datum saknas, 41 av dessa datum är efter 1986. Bland annat kan man ta del av 35 000 sidor "Under strecket" som är fördjupningsartiklar om kultur och vetenskap. Tjänsten är enbart öppen för prenumeranter.

## Personer verksamma vid tidningen

### Chefredaktörer
- Axel Jäderin, 1884–1888
- Hjalmar Sandberg, 1888–1891
- Dan Åkerhielm, 1891–1893
- Gustaf E. Ericson, 1893–1896
- Hjalmar G. Wallgren, 1896–1897
- Helmer Key, 1897–1907
- Gustaf Zethelius, 1907–1909
- Helmer Key, 1909–1934
- Carl Trygger, 1934–1940
- Ivar Anderson, 1940–1955
- Allan Hernelius, 1955–1969
- Sven Gerentz, 1969–1973
- Gustaf von Platen, 1974–1982
- Ola Gummesson, 1982–1987
- Hans L Zetterberg, 1987–1988
- Lennart Persson, 1989
- Bertil Torekull, 1989–1991
- Mats Svegfors, 1991–2000
- Hannu Olkinuora, 2000–2001
- Lena K. Samuelsson, 2001–2013
- Fredric Karén, 2013–2019
- Anna Careborg, 2019–2023
- Lisa Irenius, 2023–[17]

### Verkställande direktörer
- Carl Trygger 1934–?
- Sven Gerentz 1962–1973
- Olof Ljunggren 1974–1978
- Håkan Lambert-Olsson 1978–1981, koncernchef 1981–1986
- Stefan Strömquist, 1981–1991
- Sven Höök, 1991–1996
- Kåre Gustafson, 1996–1999
- Gunnar Strömblad, 1999–2006
- Raoul Grünthal, 2006–2009
- Gunilla Asker, 2009–2018
- Fredric Karén, 2018–2019
- Anna Careborg, 2019–2023
- Lisa Irenius, 2023–

### Politiska chefredaktörer
- Otto Järte 1932–1952
- Karl Axel Tunberger 1969–1978 (ansv utg 1963–1978)
- Axel Waldemarson 1978–1983
- Mats Svegfors 1983–1991
- Håkan Hagwall, 1991–2000
- Mats Johansson, 2000–2003
- P.J. Anders Linder, 2003–2013
- Tove Lifvendahl, 2013–

### Kulturchefer
- Gunnar Brandell, 1950–1962
- Åke Janzon, 1963–1968
- Leif Carlsson, 1969–1981
- Ingmar Björkstén, 1981–1991
- Lars Lönnroth, 1991–1993
- Peter Luthersson, 1993–2001
- Carl Otto Werkelid, 2001–2008
- Stefan Eklund, 2009–2010
- Kaj Schueler, 2010–2012
- Martin Jönsson, 2012–2013
- Daniel Sandström, 2013–2014
- Lisa Irenius, 2015–2023
- Ida Ölmedal, 2024–

### Tecknare och illustratörer
- Anders Andersö (Tecknar-Anders)
- Jan Berglin
- Gösta Chatham
- Hjalmar Eneroth
- Albert Engström
- Pelle Forshed
- Fibben Hald
- Riber Hansson
- Nils Melander

### Övriga kända medarbetare vid tidningen
- Maria Abrahamsson
- Knut Ahnlund
- Lena Andersson
- Anders Andersö
- Bengt Bedrup
- Frans G Bengtsson
- Jan Berglin
- Karl Bergman - dödades i tjänst 1979 i Uganda
- Fredrik Böök
- Andreas Cervenka
- Cordelia Edvardson
- Lotten Ekman skrev recensioner, reportage med mera under 41 olika signaturer, bland andra Nitouche
- Albert Engström
- Bengt Frithiofsson
- Gustaf Fröding
- Mats Gellerfelt
- Karl Ragnar Gierow
- Alf Grandien
- Lars Gustafsson
- Kerstin Hallert
- Sven Hedin
- Hedvig Hedqvist
- Verner von Heidenstam
- Mikael Holmström
- Märit Huldt (Hiram)
- Ulf Hård af Segerstad progressiv design- och formgivningsskribent i SvD från 1937
- Marianne Höök
- Erik Zetterström (Kar de Mumma)
- Ellen Key
- Agneta Lagercrantz
- Olof Lagercrantz
- Pär Lagerkvist
- Oscar Levertin
- Ingmar Lindmarker
- Sture Linnér
- Erik Ljungberger (Kaifas)
- Caj Lundgren (Kajenn)
- Vilhelm Moberg
- Sofia Nerbrand
- Torbjörn Nilsson
- Ester Blenda Nordström
- Ven Nyberg
- Anders Olsson[förtydliga] grundare av Stockholm Marathon
- Olof Palme
- Moses Pergament
- Susanna Popova
- Ture Rangström
- Ludvig Rasmusson
- Filippa Reinfeldt styrelseledamot i Svenska Dagbladets ägarstiftelse.[18]
- Annie Reuterskiöld
- Jesper Sandström
- Sten Selander
- Steve Sem-Sandberg
- Mattias Svensson
- Anna Sissak-Bardizbanian
- Göran Skytte
- August Strindberg skrev en artikelserie under rubriken Världshistoriens mystik 1903
- Stig Strömholm
- Maggie Strömberg
- Kjell Swanberg
- Richard Swartz
- Carl-Henrik Svenstedt ”Henri”, författare, journalist, dokumentärfilmare. Numera vid Malmö högskola
- Sune Sylvén
- Hjalmar Söderberg skrev populära kåserier under signaturen Tuppy
- Elisabeth Sörenson filmkritiker, fick Guldbagge 1999 för Kreativa insatser i svensk film
- Margaretha af Ugglas
- Gunnar Unger
- Prins Wilhelm
- Elin Wägner
- Hasse Zetterström
- Marianne Zetterström (Viola)
- Carl-Gunnar Åhlén
- Anders Österling